# Raphael Bachi
Raphael Bachi (* 1717 in Turin; † 1767) war ein Miniaturmaler in Paris. Er handelte mit Tabakwaren und begann bald mit großem Erfolg, Tabaksdosen mit Porträts zu verzieren, die so begehrt waren, dass sogar der französische Hof ihn engagierte, um solche Dosen für auswärtige Adelige und andere hochgestellte Persönlichkeiten herzustellen.